# Witold Januszewski
Witold Januszewski (ur. 2 lutego 1915 w Grodnie, zm. 1981 w Ermont) – polski emigracyjny artysta malarz.

## Życiorys
Urodził się w rodzinie szlacheckiej. Dzieciństwo spędził w dobrach rodzinnych na terenie Grodzieńszczyzny. Studiował w Warszawie, naukę ukończył przed wybuchem wojny. Był czynnym sportowcem. Uczestniczył w kampanii wrześniowej, po klęsce udał się do Francji. Przebywał w obozach dla polskich żołnierzy np. w Argelès-sur-Mer, Livron i Montestruc. Januszewski odbył w 1941 roku Centralny Kurs Instruktorski Polskiej YMCA w Alvignac. W jednym z obozów zaprzyjaźnił się ze znanym poetą i patriotą Józefem Łobodowskim. Brał też czynny udział w ruchu oporu w ramach tzw.sieci Monika. W Tuluzie zapoznał się z Polką, Felicją Borkowską i wziął z nią ślub. Następnie w 1943 roku odbył podróż do Hiszpanii, małżonkowie zamieszkali w Barcelonie. Tam też, w 1945 r. odbyła się jego pierwsza wystawa indywidualna.
W 1947 powrócił na stałe do Francji. Artysta wraz z żoną byli zaprzyjaźnieni z katolicką literatką Marią Winowską. Utrzymywali kontakty z emigrantami polskimi w Wielkiej Brytanii i w Stanach Zjednoczonych. Januszewski był ilustratorem polskiej prasy emigracyjnej i wydawnictw francuskich. W latach 1957–1973 pracował jako zwykły robotnik i nie miał zbyt wiele czasu na działalność artystyczną. W 1974 roku odbyła się jego wystawa w polskiej galerii Lambert na Wyspie Świętego Ludwika w Paryżu. Był członkiem Związku Artystów Polskich we Francji.Uczestniczył również w pokazach Związku w Seminarium Polskim w Paryżu, a w 1956 roku w Wystawie Malarzy i Rzeźbiarzy Polskich. W 1956 Januszewski uzyskał obywatelstwo francuskie. Przed śmiercią niestety nie udało mu się powrócić do Polski.

## Twórczość
Artysta używał różnych technik malarskich (ołówek, tusz, olej). Interesował się także rzeźbą i rzemiosłem artystycznym. Malarstwo Januszewskiego jest abstrakcyjne. Artysta używał wielu barw, w celu przekazania odbiorcy niesamowitej wizji świata.Duży wpływ na jego styl i twórczość miała artystyczna atmosfera Paryża. Wypracował sobie charakterystyczny styl, czerpiąc z tradycji polskiego drzeworytu ludowego. Wiele jego prac zaginęło, zwłaszcza z okresu młodzieńczego.
Dzieła Januszewskiego to m.in.:
- Mężczyzna z łopatą, 1960
- Geomancja w kolorach, 1971
- Kobieta w liliowej bluzce, 1960
- Pejzaż prowansalski, 1955